# FK Šumadija 1903
Fudbalski klub Šumadija 1903 (srpski: Фудбалски клуб Шумадија 1903) srbijanski je nogometni klub iz Kragujevca. Klub je osnovan 14. rujna 1903. godine. Klub je osnovao Danilo Stojanović, poznatiji kao "Čika Dača", i bio je drugi najstariji klub u tadašnjoj Srbiji nakon beogradskog SK Soko koji je osnovan 18. travnja iste godine.
U sezoni 2024./25. natječe se u Zoni Morava u nogometu, četvrtom rangu u nogometnom sustavu Srbije.

## Povijest
Klub je 14. rujna 1903. godine osnovao Danilo Stojanović – Čika Dača, u jednoj od učionica Vojne i obrtničke škole, gdje je radio kao honorarni nastavnik. Nadmiak je dobio na osnivačkoj skupštini kluba, u trenutku kada se razmišljalo koje ime izabrati za klub, javio se Čika Dača i predložio „Šumadija“, na šta su svi oduševljeno povikali „Živeo Čika Dača“.
Prvo igralište kluba nalazi se u Vašarištu, u blizini gradskog parka, a prvu javnu utakmicu odigrali su na Đurđevdan 1904. godine sa dvije ekipe protiv Trgovačke omladine iz Kragujevca, a prva ekipa je pobijedila 1:0. Iste godine za kragujevački klub se pročulo u Beogradu, pa je Soko poslao delegata da zakaže utakmicu između dva kluba, tako da su se ova dva najstarija kluba u tadašnjoj Srbiji susrela u prijateljskoj utakmici u Košutnjaku prvog dana Duhova 1904. Bila je to prva međuklupska i prva međugradska utakmica u Srbiji, a Soko je uvjerljivo slavio s 9:0. U rujnu iste godine odigrana je uzvratna utakmica u Kragujevcu, a rezultat je ovoga puta bio 5:1 za Soko. Danilo Stojanović – Čika Dača, osnivač i glavni upravitelj kluba, otišao je u Beograd 1906. godine i napustio klub, a zamijenio ga je Stevan Stefanović (jedan od osnivača beogradskog Sokola), koji je klub vodio sljedeća četiri desetljeća.
Prvu pobjedu Šumadija je upisala 1907. u prijateljskoj utakmici u Aleksincu, pobijedivši tamošnji Deligrad (ugašen nakon Drugog svjetskog rata) s 5:0, klub koji je tada bio drugi pokrajinski klub u Srbiji. Godine 1914. klub je odigrao prvu utakmicu u nekom natjecanju, prvo kupsko natjecanje u Srbiji – Olimpijski kup, odigran u Beogradu, ali je u prvoj utakmici izgubio od Velike Srbije s 3:1. Za vrijeme Prvog svjetskog rata klub nije djelovao, nakon rata je nastavio s radom, no klub se više nije mogao suprotstaviti beogradskim klubovima koji su u međuvremenu dosta napredovali.
Godine 1925. imao je hazenašku, lakoatletsku i nogometnu sekciju. Klupska boja 1932. bila je crna.
Nogomet u Srbiji svoj najveći razvoj doživio je od 1920. do 1941. godine. Od 1930. do početka Drugog svjetskog rata Šumadija se natjecala u ligama Šumadijske župe i Kragujevačkog loptačkog podsaveza. Za to vrijeme Šumadija je većinu sezona završavala u gornjem dijelu tablice, a odigrala je i nekoliko prijateljskih utakmica diljem Srbije. Osvojili su Prvu ligu NP Kragujevca 1932., 1933. i 1937. godine. Održan je i turnir u Kragujevcu koji je okupio nogometne klubove iz cijele Europe. Timovi kao što su: Rapid Beč, Nemzet Budimpešta i Levski Sofija. Sudjelovala su tri srpska kluba. Bili su to: Šumadija, Radnički Kragujevac i Slavija Kragujevac. Šumadija je gostovala u Grčkoj 1928. protiv Arisa i Iraklisa. Šumadija je u Bugarskoj 1936. igrala protiv Levskog iz Sofije svladavši ih s 1:0.
Prije rata u gradu su postojala dva velika rivala. Njihovo rivalstvo nije imalo mnogo veze s nogometom, već više s politikom. Klubovi su bili podijeljeni u glavne političke ideologije koje su bile zajedničke cijelom stanovništvu; Šumadija je bila više okrenuta srpskoj monarhiji, dok je Radnički bio komunistički klub. Igrači Radničkog besplatno su jeli u kafani 'Moskva' i nosili su crvene kape. Šumadija je bila stariji klub sa više tradicije. Prvi stadion Šumadije Radnički je tražio kao svoj. Šumadinci, igrači i navijači izjašnjavali su se kao četnici, a malo ih je preživjelo rat. Naziv Šumadija bio je eliminiran sve do ranih 1990-ih. Radnički je bio uspješniji od Šumadije u vrijeme komunističke vlasti. Godine 1954. Šumadija se ujedinila s Mladim radnikom i prerasla u Sportsko društvo, formirajući više sportskih društava pod svojim imenom. Kroz veći dio tog vremena klub se natjecao u nižim ligama jugoslavenskog nogometa i osvojio nekoliko turnira. Godine 2001. kovali su se novi planovi za povratak u prve lige srpskog nogometa, no do tada su ipak uspjeli doći samo do treće nacionalne razine, Srpske lige Zapad.
U sezoni 2007./08. klub je zauzeo posljednje mjesto u Srpskoj ligi Zapad i ispao u niži rang, Zonu Morava.
Već u prvoj sezoni u Zoni Morava postao je prvak i osigurao povratak u Srpsku ligu, ali prije početka sezone 2009./10. klub se spaja s Radničkim iz Kragujevca nastaje novi klub pod nazivom FK Šumadija Radnički 1923. Klub pod tim imenom djelovao je samo jednu sezonu (2009./10.), kada je zauzeo prvo mjesto u Srpskoj ligi Zapad, a svoj put u viši rang nastavlja Radnički 1923, dok se Šumadija od srpnja 2010. nastavlja natjecati pod starim imenom u Zoni Morava.
U sklopu kluba djeluje Omladinska škola u kojoj je oko 250 djece. Pioniri, kadeti i omladinci natječu se u FS Zapadne Srbije.

## Uspjesi
Kragujevački loptački podsavez
- 1932., 1933., 1937.

Šumadijska zonska liga
- 2006./07.

## Vanjske poveznice
- profil na srbijasport.net